# USA:s damlandslag i innebandy
USA:s damlandslag i innebandy representerar USA i innebandy på damsidan.

## Historik
Laget spelade sin första landskamp under världsmästerskapet 2003 i Finland, föll med 4-8 mot Japan.

### Fotnoter
1. ↑  ”International Floorball Federation”. http://www.floorball.org/default.asp?sivu=5&alasivu=85&kieli=826. Läst 22 augusti 2011.